# Zamarada antimima
Zamarada antimima là một loài bướm đêm trong họ Geometridae.